# Championnats du monde de slalom (canoë-kayak) 2009
Navigation
Championnats du monde de slalom 2007 Championnats du monde de slalom 2010
Les 32e Championnats du monde de slalom en canoë-kayak  se sont déroulés en 2009 du 9 au 13 septembre à La Seu d'Urgell en Espagne sur le Parc olympique du Segre sous l'égide de la Fédération internationale de canoë, pour la deuxième fois, l'ayant déjà accueilli en 1999.
Une nouvelle catégorie a été présentée en démonstration: catégorie canoë monoplace femmes (C-1W) qui a été écrasée par l'Australie. 

La Slovaquie a été la grande gagnante de ces championnats avec six médailles, dont trois d'or. L'Allemagne et la Grande-Bretagne ont chacune remportée quatre médailles avec une d'or chacune. Le pays hôte qui est l'Espagne a remporté ses premières médailles aux championnats avec quatre médailles.

## Podiums

### Femmes

#### Kayak
| Epreuve        | Or                                                          | Points | Argent                                                    | Points | Bronze                                                   | Points |
| K-1            | Jasmin Schornberg (GER)                                     | 106.75 | Maialen Chourraut (ESP)                                   | 107.96 | Elizabeth Neave (GBR)                                    | 109.04 |
| K-1 par équipe | Royaume-Uni Elizabeth Neave Louise Donington Laura Blakeman | 112.79 | Slovaquie Jana Dukatova Elena Kaliska Gabriela Stacherova | 118.14 | Allemagne Jasmin Schornberg Claudia Baer Jacqueline Horn | 119.84 |

#### Canoë (exhibition)
20 femmes pour 12 nations ont concouru dans cette épreuve d'exhibition. Cette catégorie devient officielle pour les championnats de 2010 à Tacen en Slovénie.
| Epreuve | Première            | Points | Seconde                | Points | Troisième         | Points |
| C-1     | Leanne Guinea (AUS) | 137.80 | Rosalyn Lawrence (AUS) | 143.10 | Jessica Fox (AUS) | 145.41 |

### Hommes

#### Canoë
| Epreuve        | Or | Points | Argent                                                                                              | Points | Bronze | Points |
| C-1            | Tony Estanguet (FRA)                                                                                        | 96.21  | Michal Martikán (SVK)                                                                               | 98.76  | Jan Benzien (GER)                                                                                            | 99.60  |
| C-1 par équipe | Slovaquie Alexander Slafkovsky Michal Martikan Matej Benus                                                  | 100.84 | France Nicolas Peschier Denis Chanut Gargaud Tony Estanguet                                         | 103.77 | Espagne Jordi Domenjo Jon Ergüín Ander Elosegi                                                               | 106.68 |
| C-2            | Slovaquie Pavol Hochschorner Peter Hochschorner                                                             | 105.70 | Slovaquie Ladislav Skantar Peter Skantar                                                            | 105.84 | Slovénie Luka Bozic Saso Taljat                                                                              | 107.37 |
| C-2 par équipe | Slovaquie Pavol Hochschorner & Peter Hochschorner Ladislav Skantar & Peter Skantar Tomas Kucera & Jan Batik | 113.51 | Allemagne David Schroeder & Frank Henze Marcus Becker & Stefan Henze Robert Behling & Thomas Becker | 116.97 | Royaume-Uni Timothy Baillie & Etienne Stott David Florence & Richard Hounslow Daniel Goddard & Colin Radmore | 117.20 |

#### Kayak
| Epreuve        | Or                                                     | Points | Argent                                                  | Points | Bronze                                                          | Points |
| K-1            | Peter Kauzer (SVN)                                     | 92.84  | Boris Neveu (FRA)                                       | 94.89  | Carles Juanmarti (ESP)                                          | 95.89  |
| K-1 par équipe | Tchéquie Ivan Pisvejc Vavrinec Hradilek Michal Buchtel | 98.17  | Royaume-Uni Campbell Walsh Huw Swetnam Richard Hounslow | 99.46  | Espagne Joan Crespo (es) Guillermo Diez Canedo Carles Juanmarti | 100.62 |

## Tableau des médailles
| Rang  | Nation      | Or | Argent | Bronze | Total |
| ----- | ----------- | -- | ------ | ------ | ----- |
| 1     | Slovaquie   | 3  | 3      | 0      | 6     |
| 2     | France      | 1  | 2      | 0      | 3     |
| 3     | Royaume-Uni | 1  | 1      | 2      | 4     |
|       | Allemagne   | 1  | 1      | 2      | 4     |
| 5     | Slovénie    | 1  | 0      | 1      | 2     |
| 6     | Tchéquie    | 1  | 0      | 0      | 1     |
| 7     | Espagne     | 0  | 1      | 3      | 4     |
| Total | Total       | 8  | 8      | 8      | 24    |